# 知覧茶

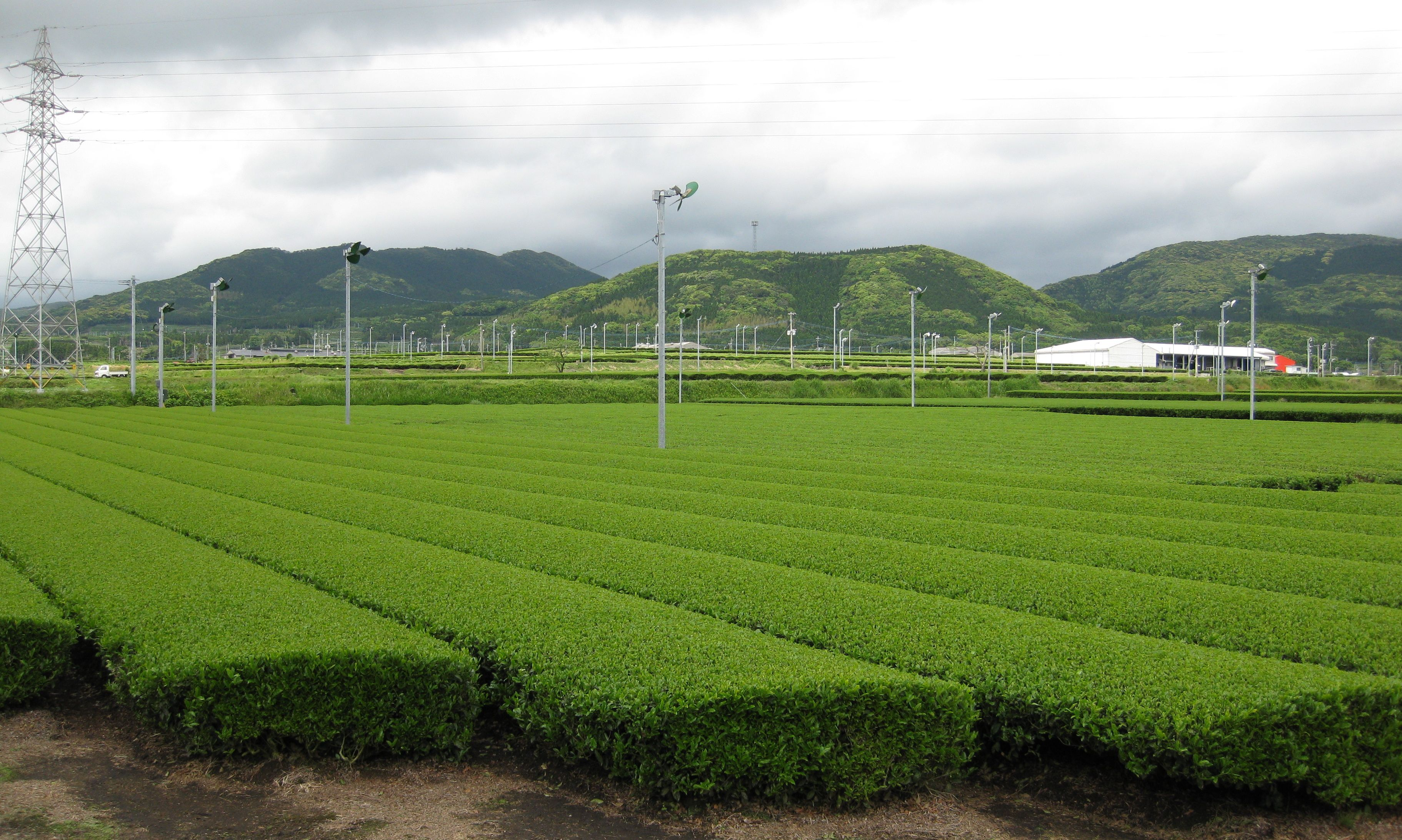
南九州市の茶畑

知覧茶（ちらんちゃ）は、鹿児島県南九州市にて栽培されている緑茶の総称、またはそのブランドである。南九州市は、日本の市町村単位では生産量第1位の緑茶産地でもある。

## 特徴
透き通った若緑色とさわやかな香りが特徴で、近年では後述の通り農林水産大臣賞や全国茶品評会日本茶業中央会長賞受賞をはじめ各種賞を度々受賞しており、全国的に高い評価を得ている。これらの特徴は、町をあげての茶の生産推進や生産農家の創意工夫に加え、茶の育成に有利な立地を生かして栽培された良質の茶葉による。全体として温暖で日照条件に恵まれ、桜島の火山灰により肥沃な南九州の地の利は茶の栽培に適しており、後岳地区、垂水地区、菊永地区を中心に町内の広範囲にわたって栽培が行われている。町内北部は山間であるため低コスト生産は難しいものの寒暖差を生かした上級茶生産が行われており、一方、中南部地区では大型機械化により効率化された生産が進められている。
知覧茶における一番茶のほとんどは、新芽を摘み取る1週間前から日光を遮るかぶせ茶が行われている。

## 歴史
知覧における茶の栽培の起源としては、鎌倉時代に平家の落人が北部山間地の手蓑にて茶栽培を始めたという伝承があり、これを記念した碑が町内の手蓑峠につくられているが、本格的な栽培は、明治元年に島津氏の傍流でこの地を治めていた、佐多島津氏から払い下げられた山野を、明治5年に村民が開墾したのが始まりである。その後設立された茶業組合を中心に、技術者の招聘や宇治茶の製法習得、緑茶製造所の設置が進められ、上述の好条件もあって生産拡大が進んだ。
1920年（大正9年）からは製茶機械の据付け、摘採機の奨励、共同機械製茶所の設置などにより、商品としての競争力が高められ、販売面においても長崎、福岡、朝鮮への出張や沖縄、名瀬での見本市開催などの営業努力により、毎年約10万貫が出荷され、九州を中心に知覧茶の名声が広まっていった。
昭和初期以降は村をあげての茶生産拡大が進められ、1928年（昭和3年）には、御大典記念事業で300町歩の新植茶園増加計画、1930年（昭和5年）には、県立知覧茶業分場創立や茶園5町歩採草地2町歩、その他一切の設備の村負担による試験場誘致、1934年（昭和9年）には、鹿児島県の奨励により紅茶工場を設置、1938年（昭和13年）には天覧用の紅茶の製造・献上が行われた。
以降紅茶の生産拡大を推進していたが、昭和40年代初めには貿易自由化により、世界から紅茶の輸入が拡大し、町内での紅茶生産は低迷。これを機に、農家では緑茶生産への転換が進んだ。町が緑茶を基幹作物に指定したこともあり、現在では茶園面積1200haを超える国内有数の緑茶産地として名を馳ている。
南九州市は、2017年度の新茶より同市産のお茶（知覧茶、川辺茶、頴娃茶）をすべて知覧茶と呼称して販売をはじめた。生産量が全国の市町村単位では日本一である。

## 品質と評価
茶の生産においては高い品質管理が行われており、例えば産地直売されている小売茶でさえも毎年3回、独自の規格統一審査を経て出荷されたものである。これら品質管理努力の成果もあり、昭和43年（1968年）には朝日農業賞を、昭和53年（1973年）には全国農業コンクール名誉賞を、昭和55年（1980年）には九州茶品評会農林水産大臣賞を、昭和55年（1980年）には朝日農業賞を、昭和60年（1985年）には九州茶品評会農林水産大臣賞を、昭和61年（1986年）には全国茶品評会日本農業中央会長賞を、平成2年（1990年）には全国茶品評会日本農業中央会長賞を、平成7年（1995年）には全国農業コンクール農林水産大臣賞を、平成7年（1995年）には農林水産祭内閣総理大臣賞を、平成8年（1996年）には農林水産祭農林水産大臣賞を、平成8年（1996年）には農林水産際日本農林漁業振興会長賞を、平成9年（1997年）には全国茶品評会全国茶生産団体連合会長賞を、平成10年（1998年）には全国茶品評会農林水産大臣賞を、平成12年（2000年）には全国茶品評会農産園芸局長賞を受賞するなど、昭和期以来、各種農業関連賞を度々受賞している。

## 普及活動
南九州市における市の木には、茶の木が平成20年（2008年）10月1日から制定されている。
平成24年（2012年）10月からは、知覧茶のPRを行う南九州市公式ご当地キャラクター・お茶むらいが活動している。
平成29年（2017年）からは、鹿児島県の「お茶一杯の日」である11月23日に、お茶の手揉み体験や種類当てクイズ等のお茶文化体験コーナー、お茶や特産品の販売ブース、座禅、竹灯籠づくり、川辺仏壇の技術関連などの催しとして知覧武家屋敷群の藤棚公園で開催され、新型コロナウイルス感染症 (2019年)が流行した令和2年（2020年）からは、インターネットのライブ配信で知覧茶の魅力を発信している「知覧茶マルシェ」が行われている。
南九州市頴娃町牧之内にある「畑の郷 水土利（）館」では、日本茶アドバイザーによる指導のもと、お茶の手揉み体験や、急須などを使用したお茶の美味しい淹れ方を体験できる。
令和2年（2019年）には、南九州市茶業課から若者に向け知覧茶の消費拡大を相談された南九州市の企業「オコソコ」と団体「はたおり」により、インターネットの募集で参加した日本全国の学生に、まずは知覧茶のドリップバッグと茶菓子と透明の耐熱グラスのセットを送付し、Web会議を利用して学生とお茶農家と南九州市茶業課を繋ぎ、学生メンバーに発表してもらった自己流の日本茶の楽しみ方を冊子にまとめるプロジェクト「TEA LABO（）」が実施され、手作りの梅シロップと混ぜたセパレートティー、冷茶に蜂蜜とレモンを合わせた「はちみつレモン煎茶アイス」、お茶にミントとライムを合わせたモヒート風ノンアルコール飲料「モヒティー」など、日本茶のアレンジレシピや自分なりの飲み方なども含めた、日本茶の魅力を掲載したフリーマガジン「TEA LABO」は、学生も携わり翌年に発行され、鹿児島県内のお茶を扱う飲食店などに置かれている。